# MG ZS (2017)
De MG ZS is een SUV van de autofabrikant MG. De auto wordt gebouwd bij SAIC. Naast de elektrische versie zijn er sinds 2023 ook terug  twee benzinemotoren op de markt, n.l de 1.5 liter of de 1.0 l Turbo,   deze benzine motoren zijn afkomstig van de Corsa van GM. 

## Geschiedenis
In 2001 gebruikte MG de naam ZS voor een sedan/hatchback. Na het faillissement van 2005 verdween de naam ZS tot 2016.
De MG ZS werd gepresenteerd op de Guangzhou Auto Show in november 2016 en wordt sinds maart 2017 in China verkocht. De SUV beleefde zijn Europese première op de London Motor Show in mei 2017 en wordt sinds november 2017 ook aangeboden in het Verenigd Koninkrijk.
Om verwarring met de tussen 2001 en 2005 aangeboden MG ZS te voorkomen, zou de vijfzitter in het Verenigd Koninkrijk oorspronkelijk als MG XS op de markt worden gebracht. Deze plannen werden echter in het najaar van 2017 verworpen.
Op de Guangzhou Auto Show in november 2018 werd de MG eZS gepresenteerd als de eerste elektrische auto van het merk MG. Deze wordt sinds maart 2019 in China verkocht.
In China zijn als aandrijfvarianten een 1,0-liter benzinemotor met 92 kW (125 pk) en een 1,5 liter benzinemotor met 88 kW (120 pk) beschikbaar. Beide motoren zijn ook beschikbaar in het Verenigd Koninkrijk maar leveren daar met 82 kW (111 pk) respectievelijk 78 kW (106 pk) echter iets minder vermogen. De eZS wordt aangedreven door een 110 kW (150 pk) krachtige elektromotor. MG geeft een elektrisch bereik van 335 km volgens de NEDC-rijcyclus.

### Elektrische variant
Per oktober 2019 keerde het merk MG weer terug op de Nederlandse markt met de MG ZS EV (actieradius 262 km, batterij 44,5 kWh) waarmee MG druk zette op de levering, aangezien in 2019 voor zakelijke rijders nog een bijtellingspercentage van 4% geldt. In 2020 geldt het bijtellingstarief van 8%.